# 古斯塔夫·艾登
古斯塔夫·艾登（挪威語：Gustav Iden，1996年5月1日—），是挪威男子鐵人三項選手。

## 生平
2019年法國尼斯世界半程鐵人三項錦標賽，艾登以3小時52分35秒的成績奪冠；艾登在衝線時，因頭上戴著繡有「埔鹽順澤宮」字樣的鴨舌帽，讓該座廟宇在臺灣聲名大噪。據他表示，帽子是在日本參加測試賽時，於東京街頭拾獲，認為應可帶來好運而戴上。
2019年11月9日，艾登受彰化縣政府邀請訪問臺灣三天，期間除到埔鹽順澤宮還願外，亦出席台灣米倉田中馬拉松、彰化羊肉節暨乳牛節等活動開幕典禮。彰化縣縣長王惠美也當面向艾登頒發榮譽縣民證。
2022年12月3日，艾登再次訪問臺灣，第二度到埔鹽順澤宮還願，亦出席屏東大鵬灣鐵人賽。

## 外部連結
- 古斯塔夫·艾登在的頁面
- 古斯塔夫·艾登的Instagram帳戶